# Championnats d'Europe de judo 1960
Navigation
Édition précédente Édition suivante
La 9e édition des championnats d'Europe de judo, s'est déroulée le 15 mai 1960 à Amsterdam, aux Pays-Bas.

## Résultats

### Individuels
| Épreuves                         | Or                          | Argent                 | Bronze                  |
| -------------------------------- | --------------------------- | ---------------------- | ----------------------- |
| 1e dan                           | Michel Franceschi (FRA)     | Jacques Le Berre (FRA) | Iwijne Perdaens (BEL)   |
| 2e dan                           | Jean-Pierre Dessailly (FRA) | Alphonse Lemoine (FRA) | Horst Hein (FRG)        |
| 3e dan                           | Théo Guldemont (BEL)        | Nicola Tempesta (ITA)  | Gerhards Alpers (FRG)   |
| 4e dan                           | Daniel Outelet (BEL)        | Tonny Wagennar (NED)   | Hein Essink (NED)       |
| Poids légers - 68 kg             | Matthias Schiessleder (FRG) | Johann Goor (FRG)      | Koos Bonte (NED)        |
| Poids moyens - 80 kg             | Heinrich Metzler (FRG)      | Hein Essink (NED)      | Henny Van Tergouw (NED) |
| Poids lourds + 80 kg             | Anton Geesink (NED)         | Nicola Tempesta (ITA)  | Jindrich Kadera (TCH)   |
| Toutes catégories catégorie Open | Anton Geesink (NED)         | Nicola Tempesta (ITA)  | Stojan Stojakovic (YUG) |

### Par équipes
| Épreuve     | Or                                                                                        | Argent                                                                               | Bronze |
| ----------- | ----------------------------------------------------------------------------------------- | ------------------------------------------------------------------------------------ | --- |
| Par équipes | Pays-Bas Willem Dadema Hein Essink Geurt van den Dolewaard Anton Geesink Theo van Ierland | France Lionel Grossain Jacques Le Berre Marcel Nottola Michel Rabut Mathieu Vallauri | Autriche Walter Gauhs Josef Herzog Leopold Körner Paul Kunisch Ernst Stögmüller Belgique Pierre Brouha Marcel Clause Theodor Guldemont Daniel Outelet Norman Steenhuyzen |

## Tableau des médailles
Les médailles obtenues dans la compétition par équipes ne sont pas comptabilisées dans le tableau de médailles.
| Rang  | Nation               | Or | Argent | Bronze | Total |
| ----- | -------------------- | -- | ------ | ------ | ----- |
| 1     | Pays-Bas             | 2  | 2      | 3      | 7     |
| 2     | France               | 2  | 2      | 0      | 4     |
| 3     | Allemagne de l'Ouest | 2  | 1      | 2      | 5     |
| 4     | Belgique             | 2  | 0      | 1      | 3     |
| 5     | Italie               | 0  | 3      | 0      | 3     |
| 6     | Yougoslavie          | 0  | 0      | 1      | 1     |
| 6     | Tchécoslovaquie      | 0  | 0      | 1      | 1     |
| Total | Total                | 8  | 8      | 8      | 24    |

## Sources
- Podiums complets sur le site JudoInside.com.

- Epreuve par équipes sur le site allemand sport-komplett.de.